# Ana Bujaldón Solana
Ana Bujaldón Solana (Alemania, 1964) es una empresaria española en el ámbito del marketing, la publicidad y la comunicación. Desde 2009 preside de la Federación Española de Mujeres Directivas, Ejecutivas, Profesionales y Empresarias (FEDEPE). En el año 2019 fue reelegida por amplia mayoría, por un periodo de cuatro años.
Se ha distinguido por su compromiso con la visibilización del liderazgo femenino y con la igualdad en el entorno económico, social y empresarial, impulsando una mayor presencia de las mujeres en los núcleos de toma de decisiones.
Forma parte de la lista de las "500 mujeres más influyentes de España", elaborada por Yo Dona (El Mundo).
Es la representante de FEDEPE en el Consejo de Participación de la Mujer y en el observatorio de Igualdad de la Corporación de RTVE. Además, ha formado parte de jurados, como experta, en diversos premios de carácter económico y social y forma parte de la Junta Directiva y patronatos de diversas organizaciones de carácter empresarial y social.

## Trayectoria
Tras un breve paso por la carrera de Psicología, completó su formación obteniendo la Diplomatura en Comunicación y Relaciones Públicas del INTE. A ello se suman diversos cursos de gestión empresarial y el Máster Senior en Administración de PYMES de CPA.
Desde 1980 compaginó sus estudios en Marketing y Comunicación con su trabajo. Ha cursado además varios postgrados relacionados con la gestión empresarial.
Tras un recorrido por varios perfiles profesionales del mundo de la publicidad y la comunicación, poco después de cumplir los 25 años en 1990 fundó su primera agencia, ABS. Luego prosiguió su actividad empresarial con la creación de Azul Comunicación y de otras empresas, ampliando su campo de especialización en branding, organización de eventos, campañas, comunicación y street marketing.
Desde 2009 ostenta el cargo de Presidenta de FEDEPE (Federación Española de Mujeres Directivas, Ejecutivas, Profesionales y Empresarias) y forma parte de las juntas directivas de CEDE, Fundación Independiente, UATAE, Sociedad Civil Ahora, ADIPROPE, la FEDE, Club Financiero y CONPYMES.
En su trabajo en el ámbito de la sociedad civil para impulsar el talento femenino y el papel de las mujeres en la economía destaca su intervención en la 59.ª, 60.ª y 65.ª Comisión Sobre la Situación Social y Jurídica de la Mujer, comisión dependiente del Consejo Económico y Social de las Naciones Unidas. 
Participa habitualmente como conferenciante en jornadas y congresos de carácter económico y social. Recientemente, destacan sus intervenciones en el IX Encuentro Euro-Mediterráneo de Mujeres Líderes en la Empresa y la Política; jornada de Mujeres Ejecutivas y de Alta Dirección de Castellón, Woman Now, Foro Liderazgo Femenino en la empresa y jornada "Hoy es Marketing" del ESIC, entre otras.
Participó como ponente en el I Congreso de Psicología del Trabajo y los Recursos Humanos, la Jornada Nacional de la Mujer,[5], las VII Jornadas La Igualdad por Ley y por Derecho - Política, Comunicación y Liderazgo Femenino, en Jaén, y en el Programa de Desarrollo para Predirectivas, entre otras muchas jornadas y congresos. Como ponente, participó en las IV Jornadas Seguridad en las Inversiones en Iberoamérica “La mujer en las políticas de emprendimiento y empleo en Iberoamérica” en 2021. En 2020, recibió el Premio Belleza Inteligente de Yo Dona El Mundo y el Premio Ciudadanos (2018).
Interviene de forma muy frecuente en los medios de comunicación nacionales en donde es un referente indiscutible sobre todos los temas relacionados con la Igualdad. Entre los programas de mayor prestigio destacan el de Radio Nacional de España “Ellas Pueden”[6]

## Ponencias
- IV Jornadas Seguridad en las Inversiones en Iberoamérica “La mujer en las políticas de emprendimiento y empleo en Iberoamérica” (2021)

- Mesa redonda Mujer y Empresa, un camino a seguir (2021)
- Mesa redonda Empresa Diversa, Garantía de Éxito (2021)
- Grupo de trabajo de Mujeres e Internacionalización en la Economía Española (2021)
- Mesa de debate Liderazgo Femenino de La Razón (2020)
- Consejo de Orientación Estratégica de ICEX (2020)
- Foro Virtual Empresarial "Igualdad Laboral en Castilla-La Mancha" (2020)
- Woman Impact Virtual Summit (2020)
- Mesa de debate "Nuevas formas de liderazgo, cultura y valores en las organizaciones" (2020)
- Big Ideas (2020=
- Thinking Time Por un estilo de vida saludable (2020)
- "Conversaciones MDE" sobre "Igualdad de género en tiempos de la COVID-19" (2020)
- I Congreso de Empresarias y Directivas del Atlántico (2020)
- I Congreso Nacional de la Sociedad Civil "Repensar España" (2020)
- “El Green New Deal como oportunidad para la igualdad en el empleo y el emprendimiento” (2019)
- "Relevancia social de la divulgación, la educación y la investigación en Ciencia" (2019)

## Entrevistas
- Columna de opinión Mujer Emprendedora. Marzo 2021[8]
- Entrevista Diario Feminista. Junio de 2020[9]
- Entrevista en Capital Directo. Junio 2020[10]
- Cinco Días. Entrevista. Marzo 2020[11]
- La tarde en 24 horas de RTVE. Entrevista en profundidad. Abril 2019[12]
- Aquí hay trabajo de RTVE. Reportaje sobre barreras. Octubre 2018